# 馬流駅
馬流駅（まながしえき）は、長野県南佐久郡小海町大字東馬流にある、東日本旅客鉄道（JR東日本）小海線の駅である。

## 歴史
- 1919年（大正8年）3月11日：佐久鉄道羽黒下駅 - 小海駅間の開通と同時に、馬流停留所として開業[2]。旅客営業のみ。
- 1934年（昭和9年）9月1日：佐久鉄道を国有化し、鉄道省小海北線（→小海線）に編入[3]。馬流駅となる[4]。ただし、当駅からは線内各駅および信越本線小諸・上田・長野駅への旅客のみ取り扱い（旅客駅[4]） 。
- 1935年（昭和10年）11月29日：小海線の全通に伴い[5]、旅客を取り扱う区間に中央本線小淵沢・上諏訪・岡谷の各駅を追加[6]。
- 1944年（昭和19年）11月11日：前日限りで運輸営業を休止[7]。
- 1952年（昭和27年）3月1日：小海線小海駅 - 高岩駅間に新設の扱いで営業を再開[8]。
- 1987年（昭和62年）4月1日：国鉄分割民営化により、JR東日本の駅となる[9]。
- 1997年（平成9年）3月18日：タバコの火の不始末により、待合室でボヤが発生[10]。

## 駅構造
単式ホーム1面1線を持つ地上駅である。
無人駅である。

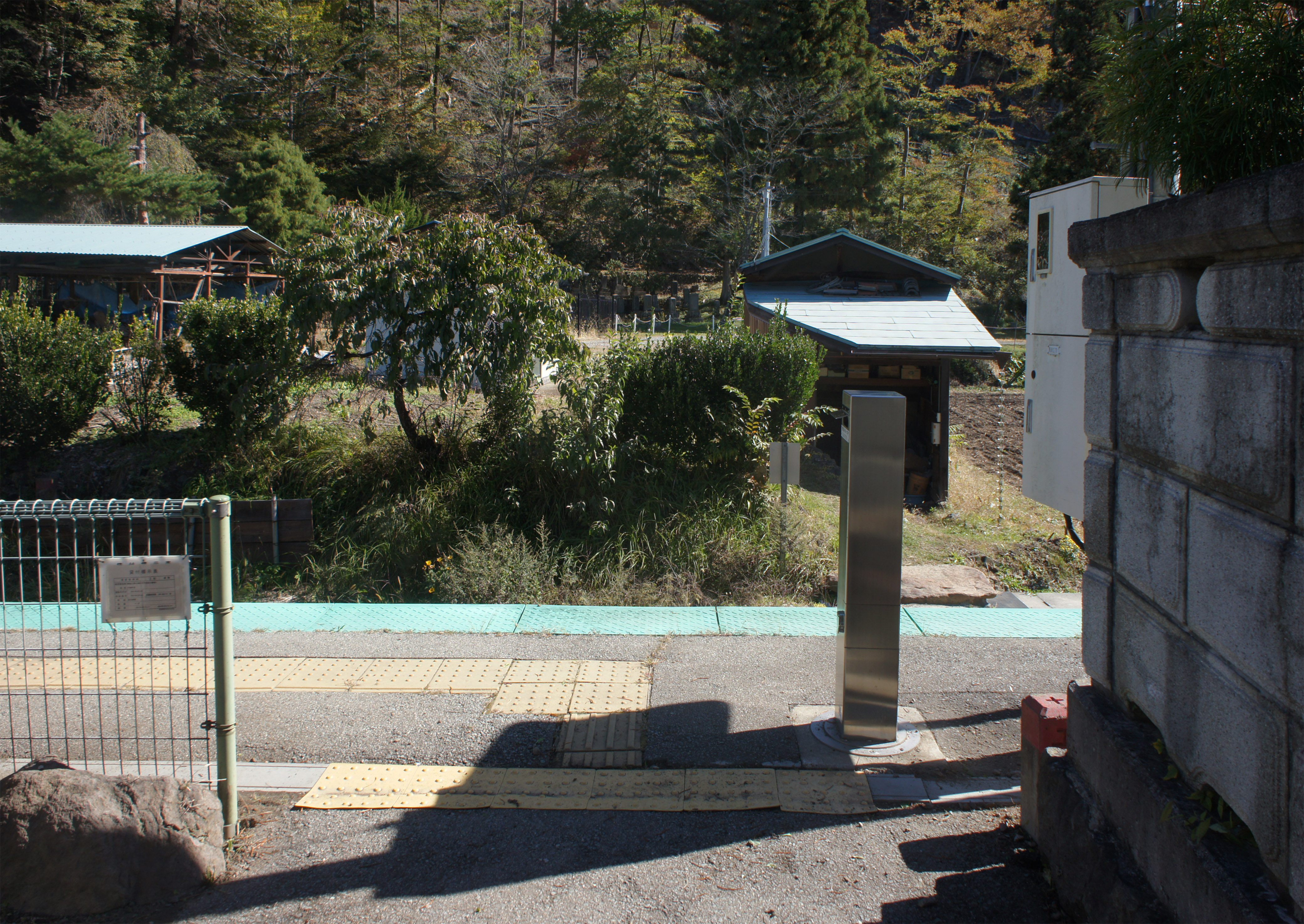
駅出入口（2021年10月）
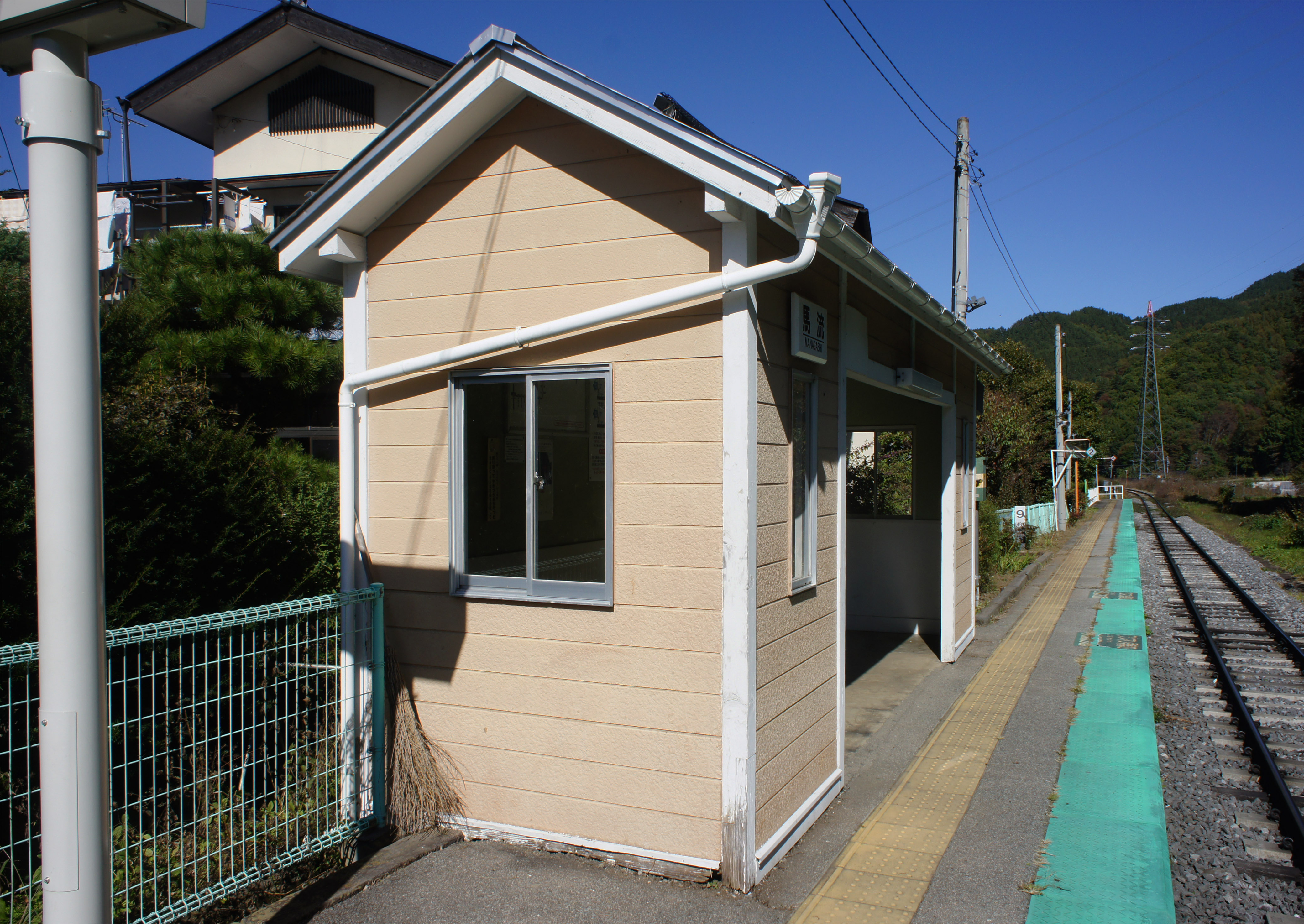
待合室外観（2021年10月）
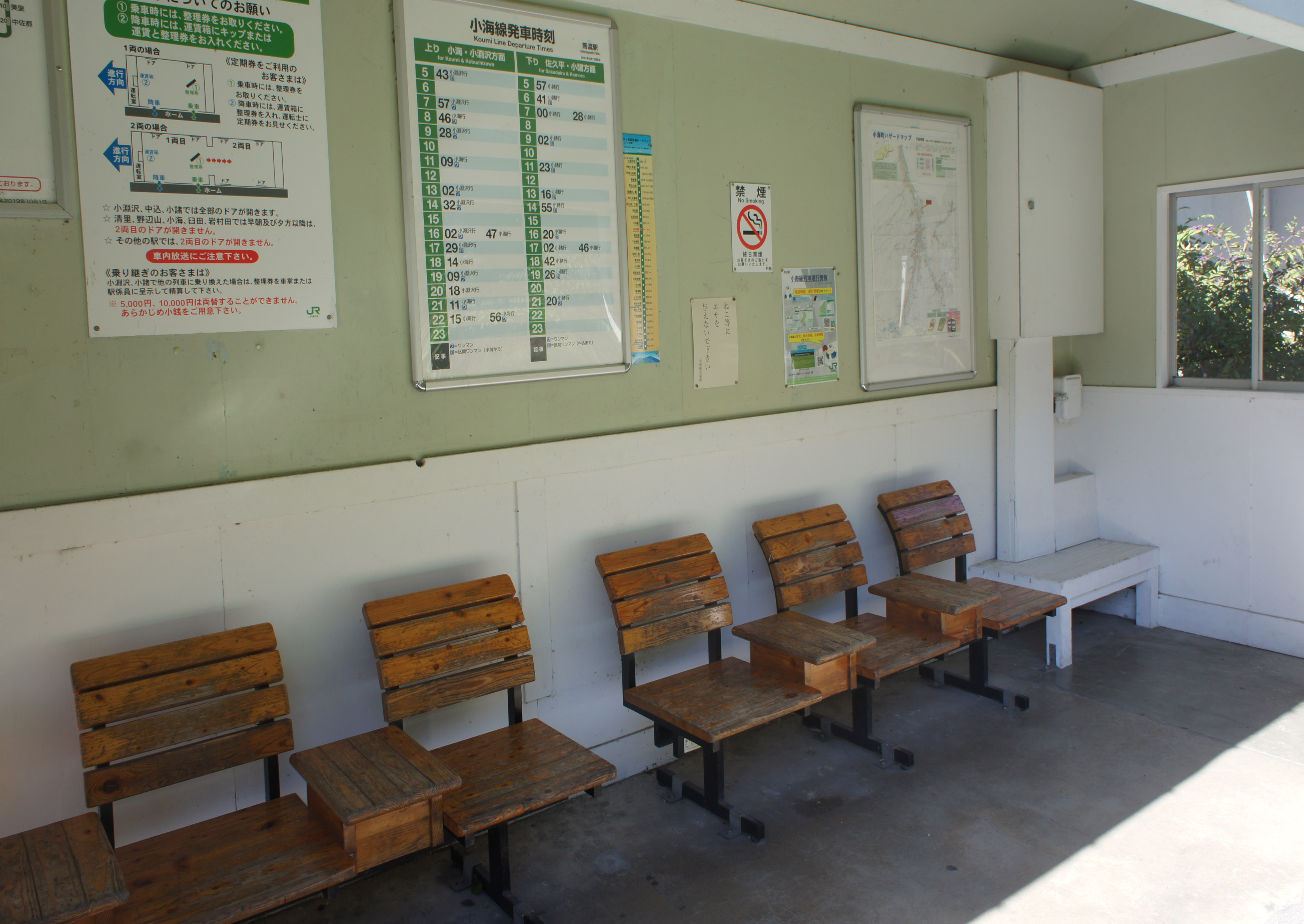
待合室（2021年10月）

## 利用状況
2007年度（平成19年度）、2009年度（平成21年度）- 2011年度（平成23年度）の1日平均乗車人員の推移は以下のとおりであった。
| 乗車人員推移       | 乗車人員推移     | 乗車人員推移 |
| 年度               | 1日平均 乗車人員 | 出典         |
| ------------------ | ---------------- | ------------ |
| 2007年（平成19年） | 167              | [ 1 ]        |
| 2009年（平成21年） | 177              | [ 1 ]        |
| 2010年（平成22年） | 193              | [ 11 ]       |
| 2011年（平成23年） | 190              | [ 12 ]       |

## 駅周辺
小海町の東馬流地区に位置しているため、西馬流地区（いわゆる馬流）に行くには、当駅ではなく小海駅の利用が近い。
- 千曲川[1]
- 秩父事件史跡公園[1]
- 長野県小海高等学校[1]
- 国道141号

## 隣の駅
東日本旅客鉄道（JR東日本）
■小海線
小海駅 - 馬流駅 - 高岩駅